# Lettere contro la guerra
Lettere contro la guerra è un libro scritto da Tiziano Terzani, giornalista e scrittore, che raccoglie alcune delle sue lettere pubblicate sul Corriere della Sera all'indomani dell'11 settembre 2001, in risposta anche alla lettera di Oriana Fallaci "La rabbia e l'orgoglio" sullo stesso drammatico evento pubblicata sullo stesso quotidiano il 29 settembre.
La prima riflessione che apre il libro è, paradossalmente, sull'eccezionale opportunità che un evento terribile ed epocale qual è l'11 settembre, offre a noi occidentali di ripensare il nostro futuro, partendo dall'analisi del nostro presente e della necessità di farlo con empatia, cioè vedere la questione anche dal punto di vista altrui. Perché questa è la chiave della comprensione senza la quale non può esserci giudizio, né rabbia né orgoglio.
Terzani paragona il dopo 11 settembre a quel lasso di tempo che intercorre tra il bagliore del lampo e il fragore del tuono. Noi stiamo vivendo in questo lasso di tempo: c'è stato già il bagliore spaventoso del lampo (l'attentato alle torri gemelle), il botto arriverà e potrebbe travolgerci, sarebbe meglio che ci attrezzassimo cominciando dal nostro vivere quotidiano che non può più essere come prima, non deve più essere come prima, sarebbe vergognoso che continui ad essere come prima. Dovremmo prendere coscienza che la pace è la sola opzione, che mai la guerra è soluzione ma fonte di altra guerra, che non si può pensare di sconfiggere il terrorismo senza la conoscenza delle sue ragioni e il ripensamento della globalizzazione occidentale.
L'uomo è l'unica opzione, il recupero di una sua dimensione in equilibrio con il pianeta che ci ospita, questi sono ancora giorni in cui è possibile farlo, il viaggio è lungo, l'inizio è dentro di noi.

## Edizioni
- Lettere contro la guerra, Collana Nuovo Cammeo, Milano, Longanesi, 2002, ISBN 978-88-304-1978-0. - Collana Saggistica, Milano, TEA, 2004, ISBN 978-88-502-0609-4; Collana Opere di T. Terzani, Milano, TEA, 2014, ISBN 978-88-502-3588-9; Collana Super TEA, Milano, TEA, 2016, ISBN 978-88-502-4371-6.
- Lettere contro la guerra, Introduzione di Tomaso Montanari, Collana Reverse, Milano, Chiarelettere, 2024, ISBN 978-88-329-6645-9.